# باشگاه ورزشی دهوک
باشگاه فوتبال دهوک (به کردی: یانه‌یا وه‌رزشی یا دهوکێ) یک باشگاه ورزشی در شهر دهوک واقع در کشور عراق می‌باشد که در لیگ برتر فوتبال عراق بازی می‌کند.
این باشگاه در سال ۱۹۷۰ میلادی پایه‌گذاری شده‌است.
دهوک سابقۀ قهرمانی در لیگ برتر فوتبال عراق را نیز دارد. دهوک همچنین یکی از باشگاه‌های موفق منطقه کردستان عراق نیز می‌باشد.

## تاریخچه
باشگاه فوتبال دهوک (Duhok FC) توسط جوانان شهر دهوک تأسیس شد ، زمانی که سه تیم در ۱۴ دسامبر ۱۹۷۰ با هم متحد شدند و این باشگاه را تأسیس کردند.
شگاه فوتبال دهوک سفر فوتبالی خود را در مسابقات لیگ روستایی آغاز کرد تا فصل ۱۹۷۴-۱۹۷۵، زمانی که باشگاه تصمیم گرفت فعالیت‌های خود را برای حمایت از مبارزه پسا-ملی‌گرایی برای دفاع از حقوق مردم کرد در عراق متوقف کند. در سال ۱۹۷۶، تیم فوتبال دهوک در لیگ دسته سوم عراق شرکت کرد و تا سال ۱۹۷۸، این تیم به لیگ دسته دوم عراق صعود کرد . در طول فصل ۱۹۹۰-۱۹۹۱، این تیم به دلیل قیام بزرگ در لیگ شرکت نکرد. این باشگاه در فصل ۱۹۹۲-۱۹۹۳ در لیگ دسته چهارم عراق شرکت کرد و یک سال بعد به لیگ دسته سوم صعود کرد. در فصل ۱۹۹۳-۱۹۹۴، باشگاه فوتبال دهوک در لیگ دسته سوم بازی کرد و بار دیگر، این بار به لیگ دسته دوم، صعود کرد.
در طول دهه ۱۹۸۰، باشگاه فوتبال دهوک چندین بازیکن با استعداد داشت که یکی از برجسته‌ترین آنها وحید کولی بود . حدود سال ۱۹۸۵، او به عنوان یک مهاجم کلیدی برای تیم ظهور کرد و به خاطر توانایی‌های گلزنی و تأثیرش بر عملکرد تیم شناخته شد. مهارت‌های او، او را به یک مهاجم ترسناک در لیگ و یک بازیکن حیاتی برای باشگاه فوتبال دهوک تبدیل کرده بود.
فصل ۹۵-۱۹۹۴ برای تیم فوتبال دهوک لحظه‌ای تعیین‌کننده بود، زیرا آنها عنوان قهرمانی لیگ دسته دوم را کسب کردند و برای فصل ۹۶-۱۹۹۵ به لیگ دسته اول عراق راه یافتند . تیم فوتبال دهوک در طول فصل ۹۷-۱۹۹۶ در لیگ دسته اول باقی ماند.
در فصل ۱۹۹۷-۱۹۹۸، باشگاه فوتبال دهوک با قهرمانی در لیگ دسته اول، صعود به لیگ برتر عراق را تضمین کرد. از آن زمان، این باشگاه سال‌های زیادی را در میانه جدول گذراند و گاهی اوقات تیم‌های برتر عراق را به چالش می‌کشید. با این حال، همه چیز پس از حمله سال ۲۰۰۳ به عراق تغییر کرد ، که فرصت‌ها و آزادی‌های جدیدی را برای تیم‌های ورزشی و ورزشکاران کرد به ارمغان آورد و به آنها اجازه داد تا در مسابقات ملی و بین‌المللی بدرخشند.
تیم فوتبال دهوک سرانجام در فصل 2009-2010 به پتانسیل کامل خود پی برد و برای اولین بار قهرمان لیگ برتر عراق شد و با شکست دادن تیم فوتبال طلبه با نتیجه 1-0، عنوان قهرمانی را از آن خود کرد. در فصل 2011-2012، تیم فوتبال دهوک به مقام نایب قهرمانی رسید و برای دومین بار در تاریخ خود به جام AFC راه یافت . آخرین باری که تیم فوتبال دهوک در جام AFC بازی کرد، فصل 2010-2011 بود که به مرحله یک چهارم نهایی رسیدند.

## ورزشگاه
ورزشگاه دهوک، ورزشگاهی است که باشگاه ورزشی دهوک بازی‌های خانگی خود را در آن برگزار می‌کند. این ورزشگاه چندمنظوره در دهوک، کردستان واقع شده است. این ورزشگاه در ابتدا گنجایش ۱۰،۰۰۰ نفر را داشت، اما پس از بازسازی اکنون ۲۵،۰۰۰ نفر را در خود جای می‌دهد که آن را به یکی از بزرگترین ورزشگاه‌های عراق تبدیل می‌کند. این ورزشگاه در سال ۱۹۹۲ ساخته شده است. این ورزشگاه در جاده رضا، دهوک واقع شده است.

## هماوردان
هواداران باشگاه فوتبال دهوک، باشگاه فوتبال زاخو و باشگاه فوتبال اربیل را رقبای اصلی خود می‌دانند. باشگاه فوتبال زاخو رقبای سنتی این باشگاه هستند که با آنها "دربی دهوک" را برگزار می‌کنند ، اما سرنوشت‌های متفاوت، تا حدودی از نفرت این باشگاه‌ها از یکدیگر کاسته است، اگرچه اکنون باشگاه فوتبال زاخو به لیگ برتر عراق بازگشته است و قرار است این رقابت ادامه یابد و داغ‌تر از همیشه باشد. باشگاه فوتبال اربیل و باشگاه فوتبال دهوک نیز رقابت‌های بسیار داغی با هم دارند، زیرا دو تیم اصلی کرد در لیگ عراق، هر دو تیم هنوز هم رقیب یکدیگر هستند، اگرچه این باشگاه‌ها رقبای سرسختی هستند، اما تعداد حوادث و خشونت‌ها به طرز باورنکردنی کاهش یافته است، اکنون این باشگاه‌ها در امنیت کامل اما همچنان داغ با هم روبرو می‌شوند.

## بازیکنان برجسته
- نور صبری
- احمد مناجد
- آزاد احمد